# 東京都道210号下地波浮港線
東京都道210号下地波浮港線（とうきょうとどう210ごう くだっちはぶみなとせん）は、東京都大島町差木地下地と大島町波浮港とを連絡する一般都道である。

## 路線データ
- 起点：東京都大島町差木地下地（大島循環線交点）
- 終点：東京都大島町波浮港
- 延長：1,522m

## 地理

### 通過する自治体
- 東京都
  - 大島町

### 交差する道路
- 東京都道208号大島循環線